# Saemundssonia thompsoni
Saemundssonia thompsoni är en insektsart som beskrevs av Günter Timmermann 1951. Saemundssonia thompsoni ingår i släktet Saemundssonia och familjen fjäderlöss. Inga underarter finns listade i Catalogue of Life.